# Festungs-Division Gotenhafen (Wehrmacht)
Die Festungs-Division Gotenhafen, auch Marine-Festungs-Division Gotenhafen, war ein kurzlebiger Großverband des Heeres der deutschen Wehrmacht im Zweiten Weltkrieg.

## Divisionsgeschichte
Die Division wurde Anfang Januar 1945 in der westpreußischen Hafenstadt Gotenhafen zur Verteidigung derselbigen aus im Kriegshafen der Stadt stationierten Marineverbänden für den Seekommandanten Westpreußen hastig aufgestellt (Strategie der festen Plätze) ohne Divisionsstärke zu erreichen. Die Division wurde zunächst im Raum Gotenhafen eingeschlossen.
Die Division kapitulierte am 28. März 1945 in Gotenhafen gegenüber der Roten Armee. Reste der Division konnten sich zunächst auf die Anhöhe der Öxhöfter Kämpe und von hier aus per Schiff über Hela nach Westen absetzen.

## Gliederung
- Marine-Bataillon Gotenhafen 1
- Marine-Bataillon Gotenhafen 2
- Marine-Bataillon Gotenhafen 3
- Luftwaffen-Feld-Bataillon Gotenhafen